# Fahrzeuge der London Underground

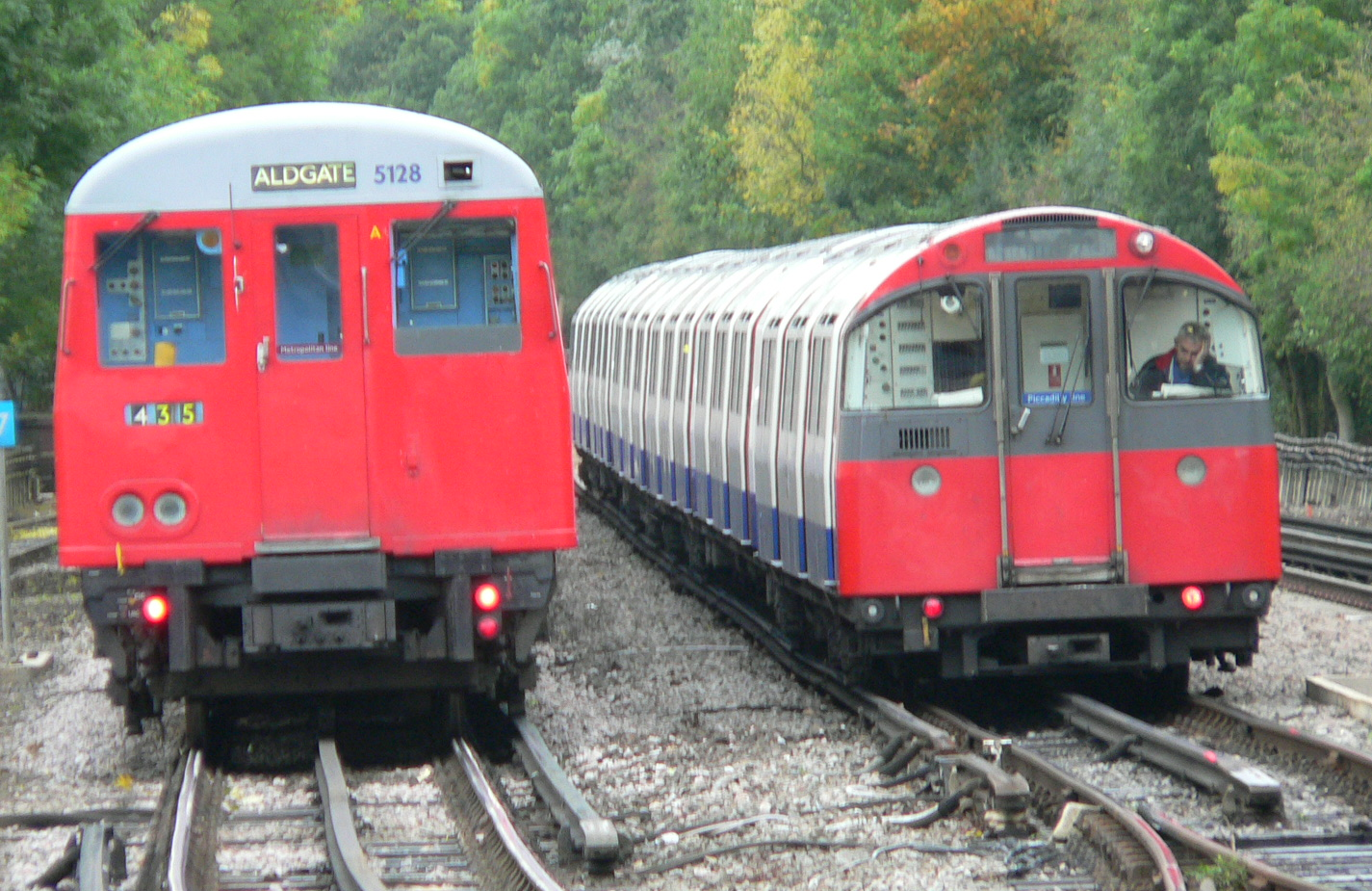
Die London Underground besitzt zwei verschiedene Fahrzeugprofile

Die Geschichte der Fahrzeuge der London Underground ist ähnlich kompliziert wie die Geschichte dieser U-Bahn selbst. Seit der Eröffnung der ersten Strecke im Januar 1863 wurde eine Vielzahl von verschiedenen Fahrzeugen eingesetzt.

## Klassifizierung
Es gibt zwei unterschiedliche Arten von Strecken auf dem Netz der London Underground. Erstens die „Subsurface“-Linien, deren Tunnelabschnitte häufig in offener oder bergmännischer Bauweise errichtet wurden und die ein mit dem britischen Fernbahnnetz vergleichbares Lichtraumprofil mit geringen Einschränkungen bei Höhe und Wagenlänge aufweisen, und zweitens die „Tube“-Röhrenbahnen, deren Tunnel mit einem deutlich kleineren und wegen des Baues mit Tunnelbohrmaschinen kreisrunden Querschnitt (mit einem Regeldurchmesser von 3,56 Metern) versehen wurden. Die Fahrzeuge sind dem daraus resultierenden Umgrenzungsprofil angepasst, der Wagenkastenquerschnitt ist deutlich kleiner und im oberen Teil abgerundet, zudem liegt der Wagenboden deutlich tiefer.  Beide Teilnetze haben die Regelspurweite von 1435 mm und identische Stromschienenmaße. Auf Außenstrecken gibt es auch Mischbetrieb, sowohl mit Groß- und Kleinprofil als auch mit Eisenbahnfahrzeugen. Wegen der unterschiedlichen Höhe der Wagenböden (ca. 1000 Millimeter bei Groß- und 600 mm bei Röhrenbahnwagen) haben die Bahnsteige auf Mischbetriebsstrecken eine Kompromisshöhe, in Kleinprofilwagen muss nach unten eingestiegen werden.
Die Bezeichnung der einzelnen Typen hängt vom Fahrzeugumgrenzungsprofil ab: 
- Fahrzeuge für die Kleinprofilstrecken (engl. „Tube Stock“) werden mit dem Jahr bezeichnet, in dem sie erstmals bestellt wurden, z. B. „1992 (Tube) Stock“.
- Fahrzeuge für die Großprofilstrecken (engl. „Sub-Surface Stock“) werden mit einem Buchstaben gekennzeichnet, die bei einigen Typen mit der Kurzform der Jahreszahl der ersten Bestellung ergänzt werden, z. B. „D78 Stock“. Dieses Baureihenbezeichnungssystem stammt von der District Railway, es wurde vom London Passenger Transport Board und auch später beibehalten.

## Zugbildung
Züge der heutigen Baureihen werden in der Regel aus zwei oder drei Einheiten gebildet. Die einzelnen Einheiten setzen sich dabei aus zwei bis vier Wagen zusammen, dabei gibt es folgende Wagentypen:
| Bezeichnung                      | Kürzel | Beschreibung                                                                                |
| -------------------------------- | ------ | ------------------------------------------------------------------------------------------- |
| Driving Motor Car                | DM     | Triebwagen mit Führerstand.                                                                 |
| Non-Driving Motor Car            | NDM    | Triebwagen ohne Führerstand.                                                                |
| Uncoupling Non-Driving Motor Car | UNDM   | Triebwagen mit Rangierführerstand, der das selbständige Fahren in Betriebshöfen ermöglicht. |
| Trailer Car                      | T      | antriebsloser Mittel- bzw. Beiwagen.                                                        |

Alle Fahrzeuge bieten dabei auch Platz für Fahrgäste; dies war bei früheren Fahrzeugen teilweise noch anders. Eine Londoner Eigenheit sind die mit »A« und »D« bezeichneten asymmetrischen Führerstandsenden. Diese Bezeichnungen haben nichts mit den Reihen A und D des Großprofilnetzes zu tun. Die Steuerleitungen bei den zu längeren Zugeinheiten kuppelbaren Bauarten sind mit Ausnahme der für die Ringlinie »Circle Line« beschafften Reihe C asymmetrisch und gespiegelt angeordnet. Elektrisch kuppelbar sind nur »A«- mit »D«-Enden. Zwei A- oder D-Enden derselben Baureihe können nur mechanisch und in der Regel pneumatisch gekuppelt werden. Damit wurde die sonst nötige Aufteilung der Leitungskupplungen eingespart, insbesondere bei den Röhrenbahnfahrzeugen des Kleinprofils ist auch der zur Verfügung stehende Raum ausgesprochen knapp. A-Enden sollen im Regelfall nach Norden und Westen zeigen. Wegen der vielen Gleisdreiecke im Netz ist es jedoch nur schwer möglich, das konsequent durchzuhalten. Gelegentliche Drehfahrten sind nicht zu vermeiden.
Die im Betrieb trennbaren Kupplungen sind bei Groß- und Kleinprofil ähnlich, wegen ihrer unterschiedlichen Höhe sind Fahrzeuge beider Teilnetze jedoch nicht miteinander kuppelbar.

## Nummerierung
Jeder Wagen hat eine eigene Wagennummer. Bei Wagen, die zu einer Zugeinheit gekuppelt sind, sind die zwei letzten Zeichen identisch. Zahlen werden nicht für ganze Züge verwendet. Die Zahlen wurden im Laufe der Zeit nach verschiedenen Kriterien vergeben. Aus diesem Grund lässt sich in der aktuellen Wagenpark-Liste kein System erkennen.

## Wagentypen

### Röhrenbahnwagen (»Tube Stock«)

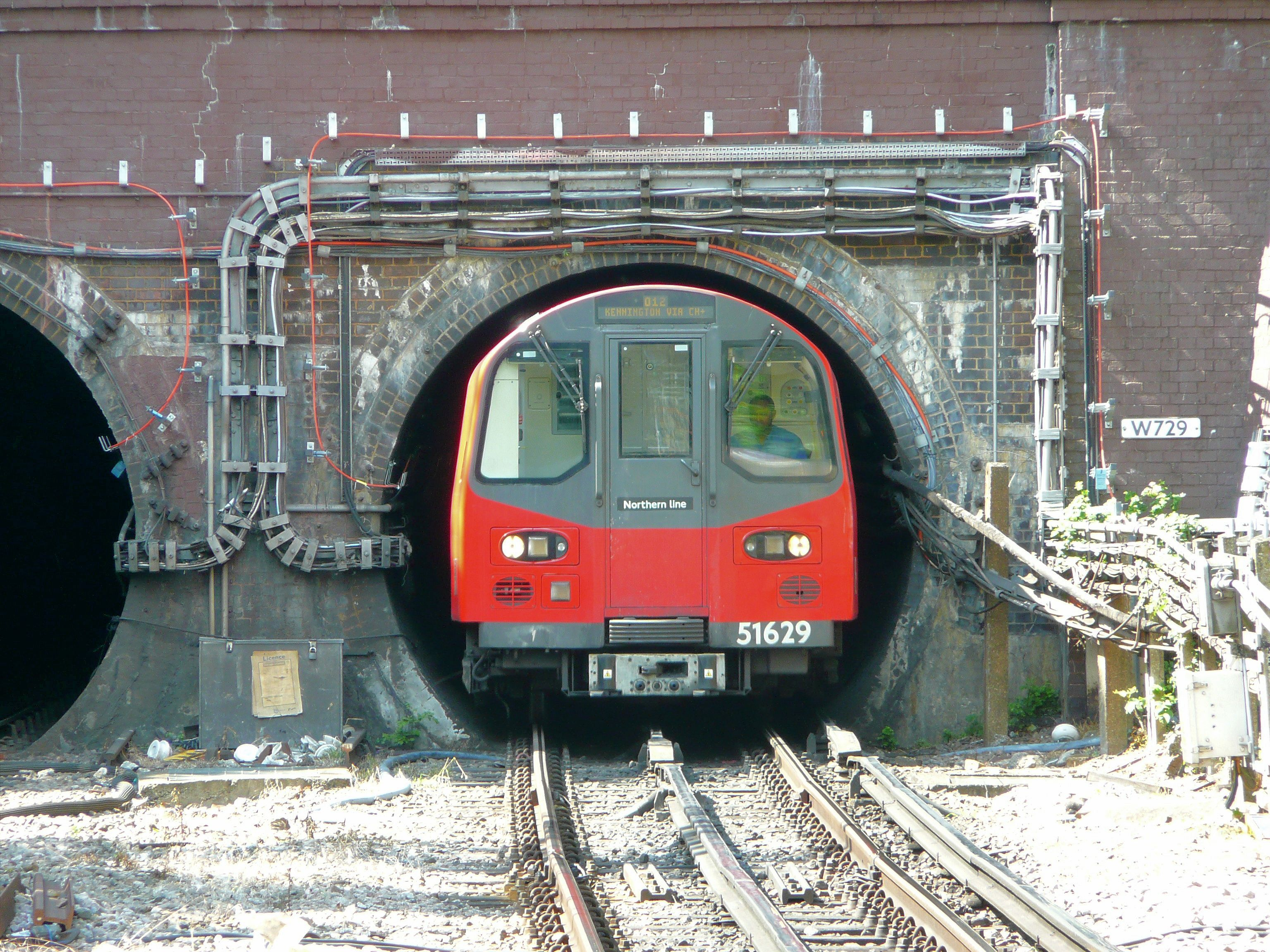
Tube-Zug vom Typ 1995

- 1935 Tube Stock (9 zweiteilige Stromlinien-Züge und 3 zweiteilige „Flat-Fronted“ Züge), ausgemustert
- 1938 Tube Stock (Northern Line, Bakerloo Line, Piccadilly Line). In London ausgemustert, bis 2020 verkehrten mehrere Triebwagen in modernisiertem Zustand auf der Island Line der Isle of Wight
- 1949 Tube Stock (fast baugleich mit 1938 Tube Stock und in zusammen eingesetzt, jedoch wurden nur Motorwagen ohne Führerstand und Beiwagen beschafft), ausgemustert
- 1956 Tube Stock (Vorserie zum 1959/62 Tube Stock), ausgemustert
- 1959 Tube Stock (Central Line, Bakerloo Line, Northern Line, Piccadilly Line), ausgemustert
- 1960 Tube Stock (Central Line, Prototyp), bis auf den umgebauten „Track Recording Train“ ausgemustert
- 1962 Tube Stock (Central Line), ausgemustert
- 1967 Tube Stock (Victoria Line), ausgemustert
- 1972 Tube Stock, Mk I (Bakerloo Line, Northern Line, Jubilee Line), großteils ausgemustert
- 1972 Tube Stock, Mk II (Bakerloo Line)
- 1973 Tube Stock (Piccadilly Line)
- 1983 Tube Stock, Batch I (Jubilee Line), ausgemustert
- 1983 Tube Stock, Batch II (Jubilee Line), ausgemustert
- 1986 Tube Stock (Central Line, Prototyp Blue Train = BREL Green & Red Train = Metro Cammell), ausgemustert
- 1992 Tube Stock (Central Line, Waterloo & City Line)
- 1995 Tube Stock (Northern Line)
- 1996 Tube Stock (Jubilee Line)
- 2009 Tube Stock (Victoria Line), Nachfolge-Baureihe des 1967 Tube Stock, zwei Prototypen des 2009 Tube Stock (ursprünglich als 2005 Tube Stock geplant) wurden zu Testzwecken im Mai 2007 ausgeliefert.

- 2024 Tube Stock (Piccadilly Line), in Auslieferung, 94 neunteilige Züge vom Typ Siemens Inspiro London, offiziell als New Tube for London (NTfL) bezeichnet, werden den 1973 Stock ersetzen

### Sub-Surface Stock

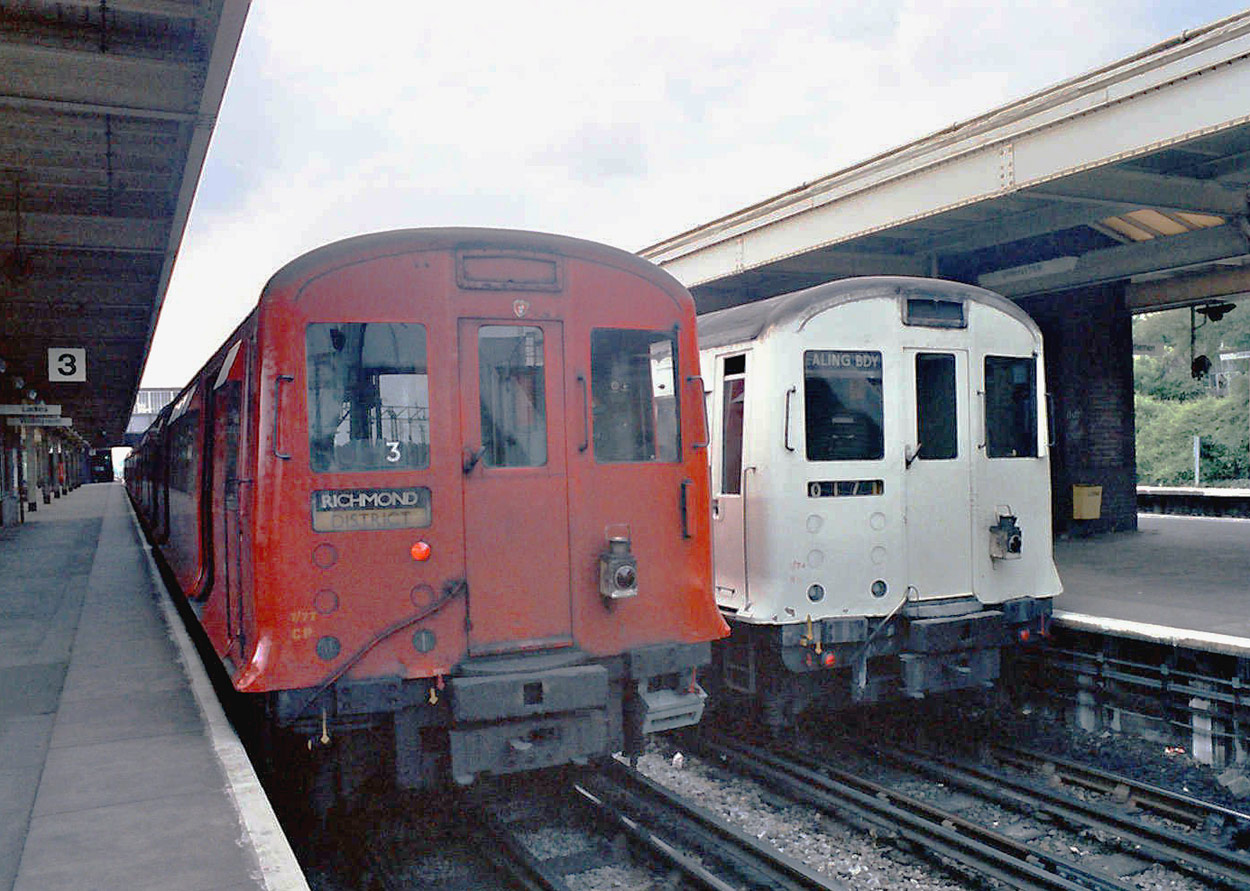
Subsurface-Züge der Typen CP und R

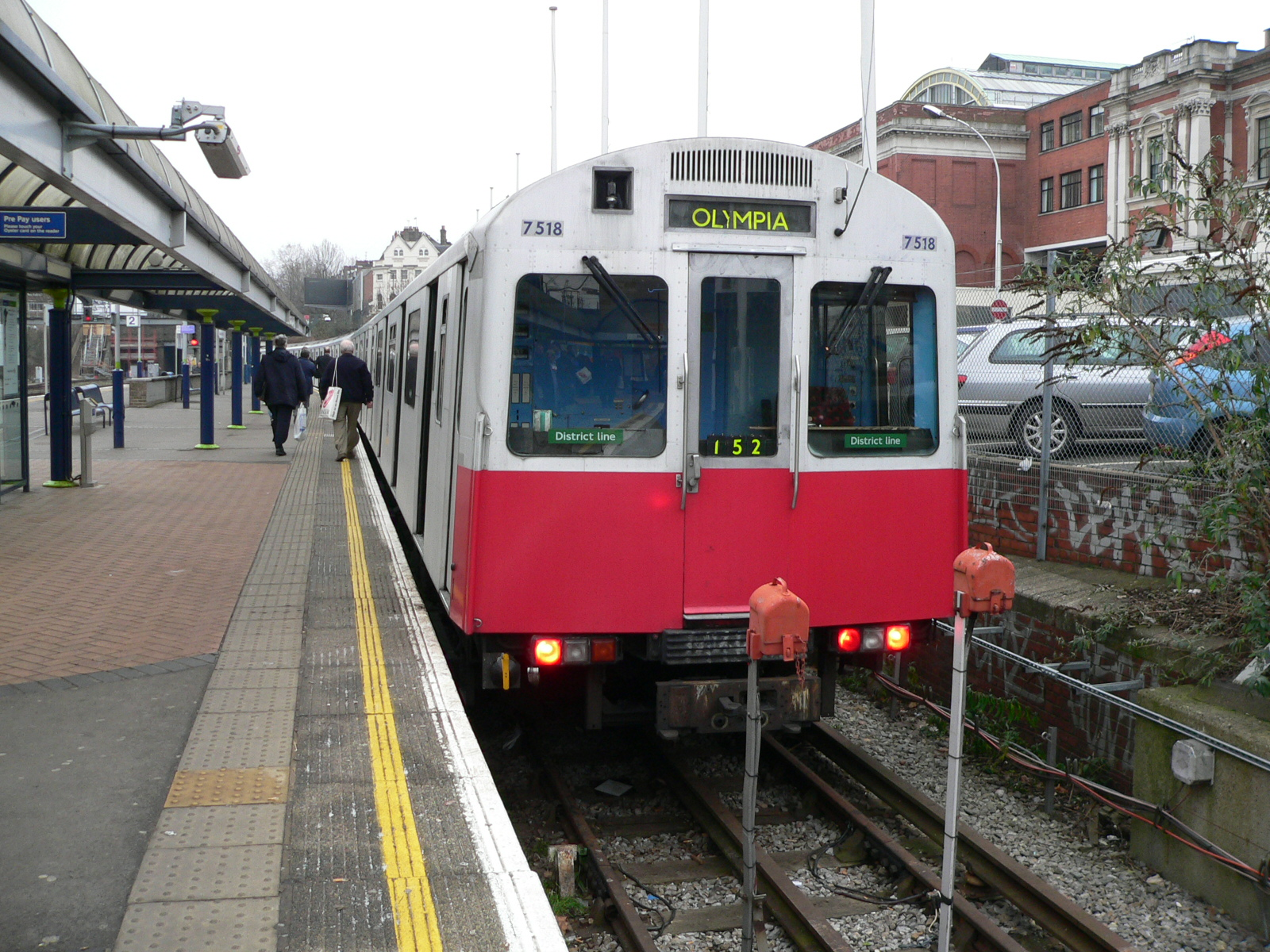
Subsurface-Zug vom Typ D78

Mittlerweile sind nur Wagen vom Typ S Stock in Betrieb
- A Stock (Saloon Stock), mit weniger Türen und einem hohen Sitzplatzanteil für die Bedienung längerer Strecken ausgelegt und lange auf den von Baker Street nach Nordwesten führenden Strecken eingesetzt. Ursprünglich mit symmetrischen Wagenenden geliefert, bei der Umrüstung auf schaffnerlosen Betrieb entstanden auch bei dieser Reihe asymmetrische A- und D-Enden.
- A60 Stock und baugleicher A62 Stock (Metropolitan Line, East London Line), ausgemustert
- B Stock (Metropolitan District Railway)
- C Stock (für »Circle Line«, vergleichbar mit Reihe A, jedoch mehr Türen und höherer Stehplatzanteil. Mit symmetrischen Wagenenden wegen des Ringstreckenbetriebes ohne Vorzugsorientierung freizügig kuppelbar, Metropolitan District Railway)
- C69 Stock und baugleicher C77 Stock (Circle Line, District Line und Hammersmith & City Line), ausgemustert
- D Stock (Metropolitan District Railway)
- D78 Stock (District Line), ausgemustert, einige Fahrzeuge wurden von Vivarail für das Eisenbahnnetz umgebaut
- E Stock (Metropolitan District Railway)
- F Stock (District Railway), bekanntes Merkmal sind die ovalen Frontfenster
- G Stock (später in Q23 Stock umgebaut), genannt „Horsebox“. Zwei Wagen hatten an jedem Ende einen Führerstand und fuhren auf der South Acton Branch.
- H Stock (Sammelbaureihe für ältere und nichtmodernisierte Wagen der District Railway, das H steht für Handworked, die Türen mussten per Hand bedient werden)
- K Stock (von der District Railway 1926 und 1927 beschafft, die erste Großprofilreihe mit asymmetrischen A- und D-Enden, später in Q27 Stock umgebaut)
- L Stock (später in Q31 Stock umgebaut)
- M Stock (später in Q35 Stock umgebaut)
- O Stock „Metadyne Stock“ (Metropolitan Railway)
- P Stock
- Q38 Stock (einziger Neubau Q Stock)
- R Stock (District Line), einige Züge waren unlackiert bzw. hatten einen roten Zierstreifen
- S Stock, (anfangs Metropolitan Line, später alle Subsurface-Linien) Nachfolger des A60/62 Stock, C69/77 Stock und D78 Stock und einzige in Betrieb befindliche Subsurface-Baureihe
- T Stock (Metropolitan Railway), einige Wagen waren vor dem Umbau normale Personenwagen